# 요나이 미쓰마사
요나이 미쓰마사(일본어: 米内 光政, 1880년 3월 2일 ~ 1948년 4월 20일)는 일본 제국 해군의 군인이다. 요나이는 연합 함대 사령장관, 해군 대신, 일본 총리 등을 역임한 일본의 마지막 해군 대신으로서 1월 16일부터 1940년 7월 22일까지 제37대 일본 총리를 지냈다.

## 생애와 경력
이와테현 출신으로 어려서 고학(苦學)을 할 정도로 가난하였다. 1901년 해군병학교를 29기로 졸업하였고, 1914년 해군대학을 거쳐 세계 1차대전 때는 러시아의 주재무관으로 파견되었다. 이후 야전과 참모직을 두루 거치며 온화한 성격으로 해군내에서 신망을 얻게 되었다.

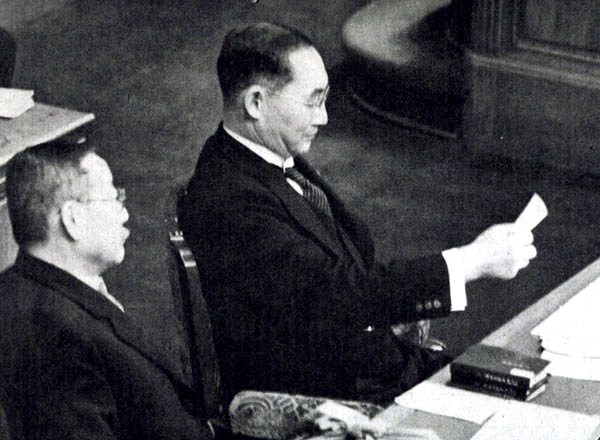
중의원 본회의장에서 작성한 메모를 훑어보고 있는 요나이 총리(1940년 2월 2일)

### 해군 대신
1930년 11월부터 2년간 일제강점기 진해요항부 사령관으로 근무했다.  진해시절 진해만에서 낚시를 즐기며 러시아문학을 즐겼다고 한다.
1937년 4월 대장으로 승진하여 하야시 내각에서 해군대신에 취임하였다. 그는 1939년까지 계속 이 자리에 머물러 있었다. 그는 야마모토 이소로쿠(山本五十六), 이노우에 시게요시(井上成美)와 함께 미국과 영국에 대항하는 일본, 독일, 이탈리아의 삼국 동맹을 반대하였다. 미영과의 협상을 선호하였기 때문에 극단주의자들의 표적이 되어 몇번의 암살 시도가 있었다.

### 내각총리대신
1940년 1월 6일 그는 쇼와 천황의 지지를 받아 예비역으로 물러나 총리에 취임하였다. 그는 친미, 친영 정책을 취하였으나, 삼국 동맹을 선호하는 육군의 압박으로 그해 7월 사임하였다. 그리하여 이해 9월 27일에는 삼국동맹이 이루어졌다.

### 항복
태평양 전쟁이 개전한 이후 별다른 활동이 없이 지나다가, 1943년 야마모토 이소로쿠의 장례위원장을 맡았다. 1944년 7월 고이소 내각이 출범한 이후 다시 현역으로 복귀하여 해군대신으로 기용되었고, 고이소가 사임한 이후 스즈키 내각이 출범한 후에도 그자리에 머물러 있었다. 그는 해군대신으로서 스즈키 간타로(鈴木貫太郎), 외무대신 도고 시게노리(東郷茂徳)와 함께 일본의 무조건 항복을 요구한 포츠담 선언의 수용을 강력히 주장하여 관철시켰다.

### 이후
그는 도쿄 재판에 증인으로 출석하여 쇼와 천황이 불기소되도록 노력하였다. 그는 1948년 폐렴으로 사망하였다.

## 같이 보기
- 일본제국 해군
- 요나이 내각

| 전임 아베 노부유키 | 제37대 내각총리대신 1940년 1월 16일 ~ 1940년 7월 22일 | 후임 고노에 후미마로 |

| 전임 나가노 오사미 | 일본 연합함대 사령관 1937년 2월 ~ 1939년 8월 | 후임 요시다 젠고 |

| 전임 노무라 나오쿠니 | 일본 해군대신 1944년 7월 ~ 1945년 12월 | 후임 폐지 |